# Суберляк Олег Володимирович

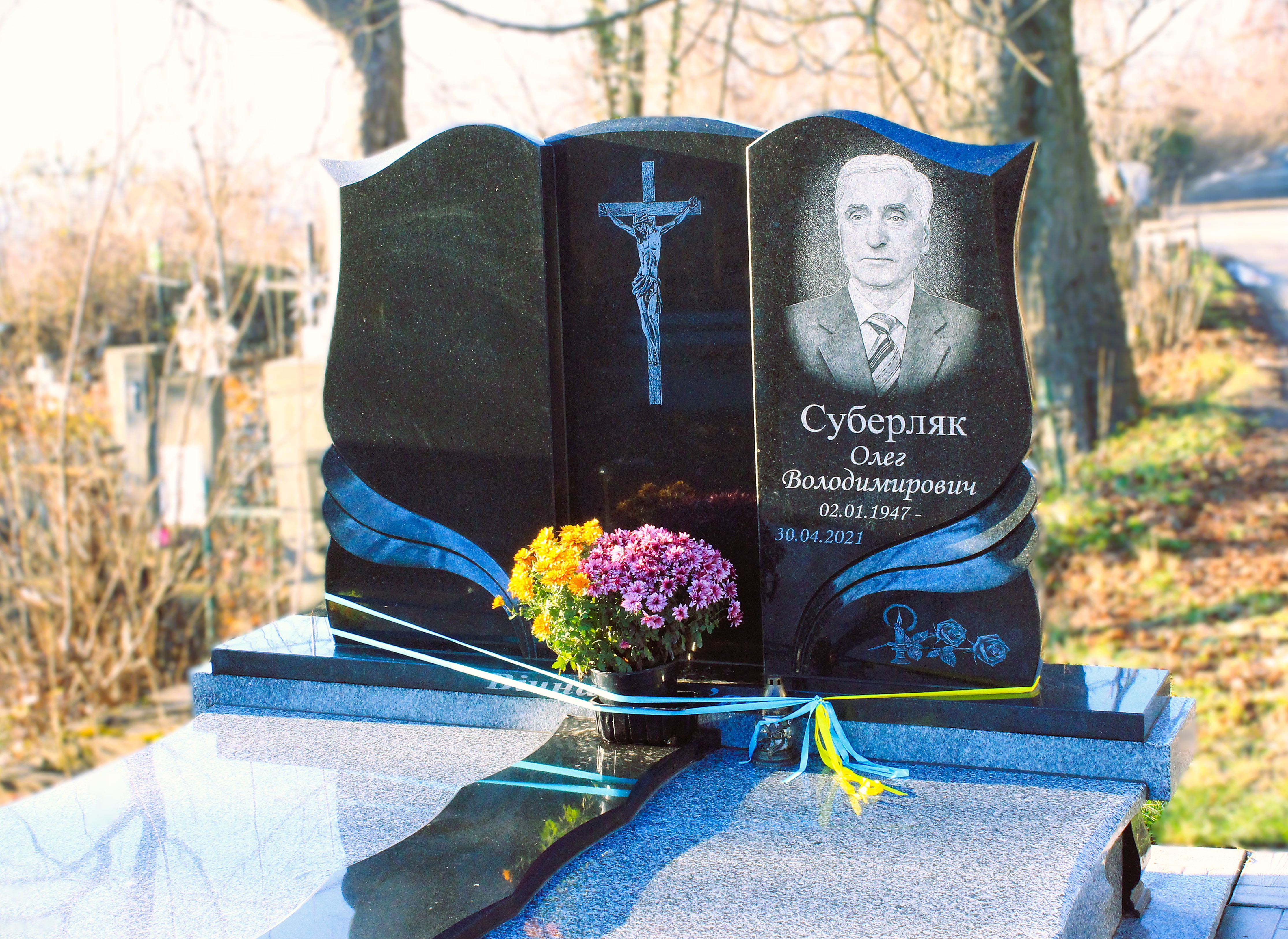
Нагробок на могилі професора О.Суберляка.

Суберляк Олег Володимирович (2 січня 1947, с. Кобиловолоки на Тернопільщині — 30 квітня 2021, м. Львів) — доктор хімічних наук, професор, завідувач кафедри хімічної технології переробки пластмас, Інституту хімії та хімічних технологій, Національного університету «Львівська політехніка», академік технологічної Академії України.

## Загальна інформація
Дата народження: 2 січня 1947 року.
У 1965 році вступив на денне навчання на хіміко-технологічний факультет Львівського політехнічного інституту. Після закінчення навчання здобув освіту інженера-хіміка технолога за спеціальністю «Технологія пластичних мас», отримав диплом з відзнакою і був скерований на роботу на кафедрі «Хімічної технологія та переробки пластичних мас» на посаду асистента. У подальшому обіймав посади старшого інженера, старшого наукового співробітника, доцента і професора.

### Освіта
Тема докторської дисертації —Высокогидрофильные сополимеры метакрилатов и водорастворимыхпреполимеров [Текст]: дис…д-ра хим.наук:02.00.06 / Суберляк Олег Владимирович ; Львовский политехнический ин-т. — Львов, 1992. — 351 л. — Длясл.пользования

### Професійний досвід
З 1970 р. займався науковою та педагогічною роботою.

### Професійна діяльність
Проводив педагогічну роботу зі студентами, підготовку наукових кадрів (випущено 2 доктори наук, 14 кандидатів наук, керує науковою роботою 5 аспірантів), є членом спеціалізованих рад з захисту докторських та кандидатських дисертацій Д 35. 052. 01 та Д 35. 052. 09.
Був членом наукової Ради Національного університету «Львівська політехніка», членом Редколегії академічного журналу «Полімерний журнал» (м. Київ) та вісника Львівської політехніки «Хімія, технологія речовин та їх застосування», членом науково-координаційного комітету України «Полімерні матеріали», членом НМК МОН України за напрямком «Хімтехнологія та інженерія», академіком технологічної Академії України, керував науковими проектами за державними програмами Міносвіти та науки та спільними проектами в рамках міжнародної угоди між Україною і Польщею.
Помер у Львові, похований на 47 полі Янівського цвинтаря.

## Нагороди та відзнаки
- Заслужений діяч науки і техніки України (2014 р.).
- Почесна Грамота Міністерства освіти інауки України  (2007 р.),

## Навчально-методична робота
Перелік лекційних курсів
- «Спеціальні технології формування виробів з пластмас і композитів»,

- «Основи хімії полімерів».

## Основні наукові інтереси
Наукові дослідження концентруються на розробці технологій одержання і переробки полімерів спеціального призначення, а саме:
- розроблено наукові основи синтезу гетероциклічних термостійких полімерів, які легко переробляються поширеними методами; підтверджено придатність цих полімерів для виробництва скляних ламінатів, електроізоляційних виробів тощо;
- розроблено наукові основи координаційно-радикальної матричної полімеризації на полівінілпіролідоні з метою отримання полімерних гідрогелевих матеріалів; розроблено методи формування біомедичних виробів, як наприклад: контактні лінзи, мембрани з селективною проникністю, стоматологічні матеріали (відбиткові маси), оболонки для капсульованих ліків;
- проводяться дослідження в напрямку створення технологічних полімерних сумішей та формування конструкційних виробів з функціональною активністю і високими експлуатаційними властивостями;
- робляються наукові основи (з використанням термогравіметрії) керування властивостями полімервмісних рідин, які застосовують як технологічні середовища при різанні металів та інших твердих тіл;
- проводяться дослідження в області модифікації епоксидних і ненасичених поліестерних смол з метою отримання композитів (в тому числі композитів з використанням відходів), а також лаків і клеїв.

## Вибрані публікації
Опубліковано понад 350 праць, одержано 35 авторських свідоцтв та патентів, видано підручник, 4 навчальних посібники для студентів вищих учбових закладів за фахом.

Серед них:
1. Технологія виробництва виробів із пластмас і композитів: навчальний посібник для вузів / Олег Володимирович Суберляк, Петро Іванович Баштанник. — Київ: Б.и., 1995 . — 163 с. — Ін-т систем.досліджень освіти, Держ. ун-т «Львів.політехніка».
2. Технологія формування виробів з пластмас [Текст]: навч.посібник для студ. спец. «Технологія переробки пластмас та еластомерів» / О. В. Суберляк, П. І. Баштанник. — К.: Державний ун-т «Львівська політехніка», Український держ. хіміко-технологічний ун-т. Ч.2 : Технологія формування погонажних виробів. — [Б. м.]: [б.в.], 1996. — 84 с. — ISBN 5-7763-9577-1
3. Технологія переробки полімерних та композиційних матеріалів[Текст]: підруч. для студ. вищ. навч. закл. / О. В. Суберляк, П. І. Баштанник; Ін-т інновац. технологій і змісту освіти М-ва освіти і науки України. — Л.: Растр-7, 2007. — 376 с.: рис., табл. — Бібліогр.: с. 358—362. — ISBN978-966-2004-01-4
4. Основи хімії полімерів [Текст]: навч. посібник для студ.дистанційної форми навчання / О. В. Суберляк, Є. І. Сембай ; Національний ун-т «Львівська політехніка». Інститут дистанційного навчання. — Л.: Видавництво Національного ун-ту «Львівська політехніка», 2004. — 240 с.: рис. — (Серія «Дистанційне навчання»; № 24). — Бібліогр.: с. 238—239. — ISBN 966-553-405-Х
5. Технологічні і конструкторські аспекти екструзії та литтяпід тиском термопластичних полімерних композитів і нанокомпозитів [Текст]: монографія / за ред. проф. Януша В. Сікори, проф. Олега В. Суберляка; Нац. ун-т «Львів. політехніка» [та ін.]. — Л. : Вид-во Львів. політехніки, 2013. —200 с. : рис., табл. — Назва обкл., дод. тит. арк.: Technological and designaspects of extrusion and injection moulding of termoplastic polymer compositesand nanocomposites. — Текст англ. — Бібліогр. в кінці розд. — ISBN978-617-607-372-7
6. Вивчення реологічної поведінки сумішей на основі надвисокомолекулярного поліетилену / В. М. Земке, О. В. Суберляк // VНаук.-техн. конф. «Поступ в нафтогазопереробній та нафтохімічній промисловості»: зб. тез доп., Львів, 9-12 черв. 2009 р. — Л., 2009. — С.236-237.
7. Вплив кополімерів полівінілпіролідону на властивостікомпозитів на основі полістиролу і оксидів металів / А. М. Шибанова, О. В. Суберляк, В. Є. Левицький // Хімія, технологія речовин та їх застосування: [зб. наук. пр.] / відп. ред. Й. Й. Ятчишин. — Л.: Вид-во Нац. ун-ту «Львів.політехніка», 2009. — С. 302—305. — (Вісник / Нац. ун-т «Львів. політехніка» ;№ 644). — Бібліогр.: 7 назв.
8. Вплив хімічної модифікації полівінілпіролідоном нафізико-механічні властивості фенолоформальдегідної смоли / О. В. Суберляк, В. В. Красінський, В. В. Кочубей, Й. М. Шаповал // Доп. НАН України. Сер. Математика. Природознавство. Технічні науки. — 2009. — № 2. — С. 148—153. — Бібліогр.: 7 назв.
9. Гетерофазна полімеризація метилметакрилату в присутностіполімерної матриці / У. В. Хром'як, Ю. Я. Когут, В. Є. Левицький, О. В. Суберляк // Хімія, технологія речовин та їх застосування: [зб. наук. пр.] /відп. ред. Й. Й. Ятчишин. — Л.: Вид-во Нац. ун-ту «Львів. політехніка», 2009. — С. 305—309. — (Вісник / Нац. ун-т «Львів. політехніка»; № 644). — Бібліогр.: 6 назв.
10. Гідрогелеві мембрани на основі кополімерівполівінілпіролідону. Особливості і технології формування / Ю. Я. Мельник, О. З. Галишин, В. Й. Скорохода, О. В. Суберляк // Хім. пром-сть України. — 2009. — № 4. — С. 26-31. — Бібліогр.: 13 назв.
11. Дослідження полімеризації полівінілпіролідон-(мет)акрилатних композицій у присутності дрібнодисперсних порошків металів / О. В. Суберляк, Х. Я. Гіщак, О. М. Гриценко, О. І. Остапчук // Хімія, технологія речовинта їх застосування: [зб. наук. пр.] / відп. ред. Й. Й. Ятчишин. — Л. : Вид-во Нац. ун-ту «Львів. політехніка», 2009. — С. 283—288. -(Вісник / Нац. ун-т «Львів.політехніка»; № 644). — Бібліогр.: 6 назв.
12. Спосіб одержання гідрофільних кополімерів/ Номер патенту: 87567 | Автори: Гнатчук Наталя Михайлівна, Гриценко Олександр Миколайович, Суберляк Олег Володимирович, Гіщак Христина Ярославівна | Опубліковано: 10.02.2014| МПК: C08F 2/00, C08L 33/10
13. Спосіб утилізації відходів поліетилентерефталату/ Номерпатенту: 104551 | Автори: Сікора Януш Роберт, Суберляк Олег Володимирович, Моравський Володимир Степанович | Опубліковано: 10.02.2014 | МПК: B29B 9/00, B29B 17/02, C08J 11/00.
14. Спосіб одержання кополімерів полівінілпіролідону/ Номерпатенту: 85755 | Автори: Дзяман Ірина Зеновіївна, Дудок Галина Дмитрівна, Суберляк Олег Володимирович, Скорохода Володимир Йосипович | Опубліковано: 25.11.2013 | МПК: C08F 2/18, C08L 33/12, C08F 20/00.
15. Спосіб одержання осаджених силікатів/ Номер патенту: 96380 | Автори: Суберляк Олег Володимирович, Левицький Володимир Євстахович, Ганчо Андрій Володимирович | Мітки: одержання, силікатів, осаджених, спосіб |Опубліковано: 25.10.2011 | МПК: C01B 33/12, C01B 33/142, C08K 3/34.